# 人形の国
『人形の国』（にんぎょうのくに）は、弐瓶勉による日本のSFアクション漫画。『月刊少年シリウス』（講談社）にて、2017年4月号から2021年10月号にかけて連載された。英題は「APOSIMZ」。話数カウントは「第○話」（一桁話は「第0○話」）。作者の初の少年誌連載作品。

## 世界観
直径12万キロメートルの人工天体アポシムズの荒廃した地表で人々は暮らしている。アポシムズには超構造体殻に覆われた地底空間が存在し、50世紀前に地底との戦争に敗れた地表人はアポシムズでの正当な居住権を失ったまま、危険な自動機械が徘徊し、人間が機械化してしまう感染病さえ蔓延する極寒の地表に捨て置かれた。
白菱の梁のエスローは地底からの使者タイターニアと出会い、正規人形へと生まれ変わった。そして、故郷を滅ぼした上に今なお周辺民族を脅かし続けるリベドア帝国の皇帝スオウニチコを打倒するために旅立つ。

## 登場人物

### 主要登場人物
エスロー
本作の主人公。白菱の梁で生まれ育ったブロンド髪の青年、のち正規人形。EBTGと呼ばれる射出系の特殊能力を持つ。鎧化形態の色は赤に白のマーキング。AMB装填時には左腕部に紋章が浮かび上がる。欠損した脚部や盾を高速で成形するなど、胞衣（エナ）で新規形状を造ることが得意。コードとの適合率が53%と低かった影響で通常の正規人形があまり必要としない食事や睡眠をよく取る。また、人間形態でも右目が人形のままである。一般人に変装する際は短髪になる。
白菱の梁では教育係を担当。子供達を連れて遺跡層での食料採取の帰り際にリベドア兵に追われるタイターニアと遭遇し、助けに飛び出したエオとビコを守るために兵士を射殺してしまう。AMBと赤いコードを託して小さな自動機械に姿を変えたタイターニアを城へ持ち帰る。
白菱の梁の長で正規人形のゼゾは帝国の報復を回避すべく城を捨てる決断をする。出立を控えた明朝、帝国の転生者イーユ率いる部隊に襲撃され、仲間は捕まった数名以外全滅、ゼゾも串刺しにされる。イーユの狙撃に挑むも返り討ちに遭った死の間際、タイターニアの申し出で正規人形に転換されて命を繋ぐ。何とか鎧化してイーユに善戦するが、60秒で活動限界を迎えて地下遺跡層へと落下する。
タイターニアの地道な介抱によって90日後に目覚め、共に皇帝スオウニチコと戦うことを請われる。白菱の梁に戻り、再生不能となったゼゾに自らの銃で止めを刺し、仲間達の亡骸を埋葬する。そしてリベドア帝国への復讐を決意し、タイターニアの願いに応じる。
タイターニア
エスローを正規人形に転換した折りたたみ式の自動機械。中央制御層（地底世界）の使者。ゴシック風の黒衣に白髪ツインテール、赤い瞳の少女人形形態が本来の姿だが、技術流出防止機能によって1日に使えるへイグス粒子が僅かに制限されているため、通常は尻尾の生えた4脚の小さな自動機械の姿をしている。毎日零時にヘイグス粒子使用量が更新されるので、何事もなかった日は直前に人形形態になって無駄遣いする習慣がある。地底の危険となる情報も制限されており、特に重要なことほど予備知識はないが、積年に培った知見はある。
女性語でよく喋り、調理された食事に目がない。変装時は自動機械の姿に全身から毛を生やす。ムグが仲間に加わった際、ワサブからエスローのペットと思われていた事が発覚。
リベドア帝国皇帝の野望である中央制御層への侵入を防ぐために何百年も地表で活動しており、本編の約1000年前を描いた読み切り版『人形の国』では、帝国の建国前から地表を監視していたと見られる。
リベドア帝国からAMBを奪い、軍の小空機に追われているところをエスロー達に助けられた事で白菱の梁に滅亡を招き、結果としてエスローという心強い仲間を得ることになる。
触れた相手の心を読む能力を持ち、人形形態なら巨大な機械株に同調して周辺一帯の様子を空間に映像出力できる。また、離れた場所にエネルギー体を出現させてコンタクトを取るなども可能。戦闘では主にエスローやケーシャの視覚に人形姿でワイプ表示して情報提供を行い、エスローには忠告もするが大抵無視される。絶体絶命の状況で人形形態になり、手のひらから生成した帯状の武器で拘束や斬撃、ゲル状の幕を展開して防御など一回の技で活動限界を迎える。
基本的に個別の人格と自由意志を与えられたスタンドアロンとして機能しているが、アポシムズの管理AI・タイターニアの実体アバターでもある為、稀に尊大な口調の別人格が割り込んで通常よりも上位の権限を行使するような言動を見せる。
ケーシャ
地底信仰国イルフ・ニクの姫であり、正規人形の茶髪の少女。鎧化形態の色は白に赤のサイドライン。伸縮自在の棒と電気を操る特殊能力を持つ。一般人に変装する際は長髪になる。
人形病患者に擬態してエスロー達がリベドア帝国と戦う様子を窺っていたが、双子の下級転生者エイル・エイムの卑怯な戦いぶりを見て助太刀する。信仰対象でもあり、帝国と戦うタイターニアに協力するためにエスローと行動を共にする。出会った当初は高圧的な物言いでエスローと衝突していたが、タイターニアからエスローの過去を教えられて涙し、帝国との戦いを重ねるうちに打ち解けて互いに命を預ける関係を築く。イルフ・ニクの隠れ里に立ち寄った際は裸姿をエスローに見られてしまう。
ウメの地表衝突後、兄カジワンを見捨ててエスローとタイターニアの元へ戻り、頭部だけになったエスローとAMBを超構造体製の部屋に隠してタイターニアと二人だけで帝国の転生者狩りを再開し、奪ったエナをエスローに与えながら復活を待ち望む。
帝国内に侵入して皇帝との決戦に臨む道中、生存者がいそうな町や村を見過ごせずに逐一立ち寄ろうとしてエスローにお願いし、大抵受け入れられてワサブの不満を買う。帝都を間近にしてエスローにイルフ・ニク流の婚約を申し入れ、そうと知らずに答えたエスローの承諾を得るも、直後にヌーキー配下の転生者に襲撃され命を落とした。
ワサブ
元リベドア帝国兵の転生者（正規人形）の少年。高速飛行の特殊能力を持つ。正規人形になって1年程なので容姿が実年齢とほとんど変わらない。一般人に変装する際は巨乳の少女姿になる。
故郷を滅ぼしたリベドア帝国に捕まり、洗脳されて転生者になるが、知らずに洗脳が解けて帝国を脱走。反逆者エスローに憧れて自身も帝国と戦う決意をする。
エスローの隠し部屋へ向かうケーシャ達に帝国兵姿で接触して電撃を見舞われ、問答無用で殺されかけるも記憶を覗いたタイターニアの擁護によって仲間に加わる。当初はケーシャとタイターニアをさん付けで呼んでいたが、二人の場当たり的な行動に振り回されるうちに呼び捨てとなる。
エスロー復活時には仲間達を皇帝のモースウルベから高速飛行で無事に離脱させた。その後、エスローを「エスロー兄さん」と呼び、食事をする姿に驚きつつも自分は料理が得意と言い寄るなど、事ある毎に接触を仕掛けている。
帝国の転生者ズドルイとクドバの襲撃でエスローの危機に奮起した際、鎧化形態に短い尻尾が生えたが何の役にも立たない様子。
攻撃能力がないためによく捕獲され、ニャンに串刺しにされたりドコブには帝国船から吊り下げられたりといずれも素体剥き出しの重傷を受けるが、その度にエスローに背負ってもらう口実にしている。
ヌーキーとの戦いで自身を盾とする事でエスローがEBTGを撃つ為の時間を稼ぎ、自身諸共AMBで撃ち抜かせ道連れにした。
ムグ
ムグホシという対正規人形兵器の1体で折りたたみ式の自動機械。町で暴れていたところを通り掛かったエスロー達と交戦、エスローの胞衣弾やケーシャの電撃を物ともせず、エスローが為す術もなく打突攻撃を受けていた最中に突然小さくなって休止した。その際、腹部に刺さっていた人形の指らしき異物を取り除いて貰ったせいかケーシャによく懐き、帝国に悪用させないためにもエスロー達の仲間に加えられる。

### リベドア帝国
スオウニチコ
リベドア帝国の皇帝であり、転生者の男。未来予知の特殊能力を持つ。ヘイグス粒子の消費が激しい能力のため、1万を超える配下転生者軍勢に献上させたエナを膨大に備蓄している。身長が皇帝の倍はある女性型衛人二体を常に従えている。左の耳たぶに長方形の烙印がある。
タイターニアとは千年の因縁があり、人形病の姉がいることを読み切り版『人形の国』で語っている。
中央制御層への侵入を企み、その超構造体殻を破壊するために不可欠だったAMBをタイターニアに盗まれ、更に叛逆者エスローがAMBを射出することで時空に歪みが生じて予測した未来が書き変わるという、かつてない事態に動揺する。エスローを抹殺してAMBを取り返すべく、転生者処刑隊のヌーキーと聖遺物捜索旅団のジェイトにそれぞれ勅命を下し、自身は予知能力に大量のエナを投入して望む未来に至る経路を導き出し、その通りに事を運ぶ。
処刑隊の刺客は悉くエスローの返り討ちに遭い、戦闘で貴重なAMBが使われる度に未来が改変されるジレンマに計画の修正を強いられながら、エスローと一騎打ちをして地底への入り口が開く未来を待ち受ける。
最後の戦いでは撃ち込まれたAMBを膨大なエナで受け止め無力化し、それを先端に巨大な砲弾と化して超構造体殻へ特攻を仕掛けるも、超構造体のネジを弾丸に用いるという奇策で撃墜され失敗。人体を再構成する隙を突かれ止めを刺された。
未来予知の能力で地上世界の人間の有用性を示し、地下世界での居住権を認めさせる計画の候補者としてタイターニアに選ばれた過去がある。しかし、地上世界の身体では地下世界の風景を認識できなかった為に未来の予知内容を「不適格と判断したタイターニアと次の候補者のエスローに殺され未来予知のコードを奪われる」と誤って解釈してしまい、武力対立の道を選んでしまった。
イーユ
リベドア帝国上級転生者の白髪の男。氷を操る特殊能力を持つ。鎧化形態の色は紫。皇帝の次に強い正規人形を自称するなど自信家で口が悪い。
リベドア兵を殺害した白菱の梁に部隊を率いて襲撃を仕掛け、尋問のために捕獲したゼゾ他数名以外の民を虐殺する。運良く生き残ったエスローの狙撃を被弾寸前で防ぎ、即座に氷片を投じて右目に致命傷を与えるが、転化で命を繋いだエスローの能力を侮って胸部に大穴を空けられてタイターニア共々逃亡を許し、AMB回収の任務にも失敗する。
管轄する北合成スラブ地方でエスロー達がゲリラ攻撃を展開し、部下のジーオを殺されたことで顔つきが病的になる。エスローを倒す切り札として帝都からコードを取り寄せ、白菱の梁襲撃時に拉致して洗脳を施したビコを転生者にする。第三捕虜収容所へエスロー達をおびき寄せ、部下のビコと共に交戦する。目論見通りビコに手を出せないエスローを追い込むが、ケーシャとタイターニアに阻害されて最終的に一騎打ちとなり、とどめとして放った大質量の氷塊をエスローが即時成形した盾に砕かれ、同時に射出されたエナ弾を悪あがきで防ごうとするも時既に遅く、右目を撃ち抜かれて行動不能となったところを首が消し飛ぶほど執拗に撃たれて死亡する。
フューマ
リベドア帝国上級転生者の茶髪の男。鎧化形態では騎士風の槍を装備し、馬型に鎧化したアイムに騎乗して一体攻撃を行う。
イーユの増援として北合成スラブ地方へ遣わされ、非戦闘員の命を軽んじるやり方を非難する。イーユを倒した直後のエスロー達の前に船から降下し、帝国へ迎え入れようと話し合いを試みるも一蹴され、紳士的な態度を装いながら内心では愚かな田舎者と口汚く罵る。エスローの銃撃をアイムの飛翔で避け、頭を捉えて刺突した槍をエスローが左腕で防いで封じられ、恐怖に怯えて必死に降伏を勧告するも、エスローが槍の刺さった前腕部を自切して切断面から放ったエナ弾に首を落とされる。頭部だけになっても辛うじて生きていたが、アイムが殺された後にとどめを刺される。
アイム
リベドア帝国上級転生者の長身で眼鏡を掛けた女。馬型の鎧化形態でフューマを騎乗させる。浮遊移動の特殊能力を持つ。
イーユの増援として北合成スラブ地方へ遣わされ、イーユを倒したエスロー達の前に現れて対戦する。エスローの銃撃を飛翔して避けるが、フューマの首を落とされて錯乱し、エスローに非難の言葉を浴びせながら頭を撃ち抜かれる。
ジェイト
リベドア帝国・聖遺物捜索旅団・准将、上級転生者の赤髪の女。自動機械を操作する特殊能力を持つ。鎧化形態の色は薄緑にオレンジ。人間形態では超構造体製の剣を帯刀している。100年近く生きている。
イーユの増援としてフューマ、アイムと共に北合成スラブ地方へ赴く。エスローがエイチとの戦闘で超構造体を破壊したことに驚く三人に聖遺物の不発弾だと教えるなど皇帝の密命を窺わせる。戦闘に参加することなく一人だけ帰還する。
エスロー討伐の勅命を受けたトオスを、自動機械による捜索で後方支援する。事の流れでイルフ・ニクの隠れ里を見つけて滅ぼしたもののエスローの返り討ちに遭ったトオスを船に回収。以降、配下として従える。
カジワンが恒差廟からウメに接続した回線を操作能力で乗っ取って落下軌道を変更する。エスローが阻止すべく放ったAMBを無意識に避け、ウメを恒差廟に衝突させて地表に直径180Kmのクレーターを作る。負傷したタイターニアとエスローの残骸、AMBを見つけてトオスに確保を命じた矢先、皇帝の未来予測では衝突で死ぬはずだったケーシャが現れて抵抗され、その最中に正規人形への転換を果たしたカジワンも立ち塞がり、未知の難敵に苦戦している間に全てをケーシャに持ち去られ、あと一歩のところで最大の機会を逃す。
タシツマが運んできた自分の巨大なクローン、アジェイトの捜索能力をフィードバックしてケーシャ達の隠れ家を特定する。その後、聖遺物捜索旅団としてAMB回収の勅命を受けた際、処分が下されたアジェイトを引き取って配下に加える。
帝国本国に侵入したエスロー達に接触して交渉するも、取り付く島もなく一蹴される。AMBを追跡する都合上、エスロー一行が道中で助けた民間人や兵士を保護したり、なぜか常に先を越される転生者処刑隊との戦いを観察しているうちに、ドコブの攻撃に追い詰められたエスローを衝動的に助けてしまい、リナイから危険な行為だと忠告される。
真地底教会による人形病汚染が帝国全土に蔓延して帝都にも迫っていながら本気で国民を守る対策を打たず、ただAMBに固執する皇帝への疑念を深める中クドウ大将戦死と艦隊壊滅の報を受け、帝都市民を救う戦力を温存する為にエスローを捕虜という形で帝都へ連れて行く取引を行う。
エイチ
リベドア帝国上級転生者の男。鎧化形態では通常エナ弾で貫けないほど装甲が硬い。鎧化形態の色は緑。拳での戦闘を好み、射出系能力を嫌う。超構造体製外殻の船に乗る。
エスローが解放した帝国補給地の町に偶然通り掛かり、まだ鎧化戦闘が未熟で胞衣容量も少ないエスローを殴打で苦しめる。タイターニアが船に連れ去られそうになり、エイチの見せたエナ噴射による高速移動を速習してエスローが放ったAMBを被弾、胴体が消滅して戦闘不能になり、頭部を踏み潰される。エスローが初めて胞衣を奪った帝国の正規人形。
エイルとエイム
リベドア帝国下級転生者の双子。瓜二つの容姿。統治する町で闘技会と称し、人形病患者を異様な自動機械と戦わせて見世物にしていた。
患者達に紛れて入場したエスローに自動機械を瞬殺され、勝負を挑まれる。素早い連携攻撃でエナ弾を躱して装甲を剥ぎ取るもタイターニアの拘束で動きが鈍った間際にエイルが散弾を浴びて頭部の鎧を砕かれる。不利を悟って抗エナ剤を装備した部隊を乱入させ、対正規人形弾で背後から砲撃するなどエスローを追い詰めるが、人形病患者に擬態していたケーシャが卑怯だと怒って鎧化、参戦したことで船での逃亡を図る。エイムは追跡してきたケーシャの棒に頭を貫かれ、エイルはケーシャを抗エナ剤の罠に掛けて止めを刺そうとしたところをエスローに頭を撃ち抜かれる。
ジーオ
リベドア帝国転生者の男。イーユの部下。とある町で破裂螺子を使った処刑装置を住民達の首に植え付けて脅し、水資源を搾取していた。採掘場でケーシャと交戦するも鎧化完了前に頭部を破壊される。
名称不明の転生者（第07話登場）
リベドア帝国転生者の男。エスロー達を卑怯者と罵り、頭を撃たれる。撃墜された小型船に第三捕虜収容所の名簿を残していた。
トオス
リベドア帝国・聖遺物捜索旅団、上級転生者の青緑髪の男。金属を操る特殊能力を持ち、人間形態でも強力な能力を発現できる。鎧化形態の色は黒。物語の最終局面まで言葉を発しない。
リベドアの英雄、帝国最強の兵士と呼ばれ、何百年も皇帝に仕えている。適合するコードが見つからないまま延命の限界を迎えていたが、コード適合者の肉体へ脳移植した直後の転化が成功して正規人形となる。転化から僅か三日後の上級試験を勝ち抜いて皇帝から上級転生者の爵位を授与され、その場でエスロー一行討伐の勅命を受ける。
ジェイトの支援の下でエスロー達を追跡し、イルフ・ニクを立つところだったエスロー達を攻撃、イーユの上位互換とも言える金属操作でEBTGを破壊して身体拘束するが、ケーシャの始末に気を取られている隙にエスロー手製の準超構造体製ハンマーで顔面鎧を割られ、とどめを辛くも回避してイルフ・ニクの里に逃げ込む。エスローとケーシャの追撃を防ぐために居住空間を金属塊で遮蔽し、民の大半を死滅させる。
皇帝から期待されていたが、成り行きでイルフ・ニクを滅ぼしたものの、本命の任務では全く成果を上げられずに返り討ちに遭い、ジェイトの船に回収されて休眠状態に陥る。
その後、ジェイトの配下として、ウメの作戦ではシェルターを形成して衝撃から守ったり、転生者処刑隊ズドルイとクドバの襲撃から身を挺して庇って重傷を負うなど、殆ど単身で前線に立つことなくジェイトの護衛に徹している。
皇帝の能力を知らされており、言葉を発しないのは自身が喋るとジェイトが死ぬ未来へ繋がる事を聞かされていた為であった。
アルト
リベドア帝国転生者の男。風を操る特殊能力を持つ。子供の頃に人形狩団に連れ去られたところをリベドア帝国の正規人形に救われ、力こそ全てと思い込む。上級転生者への昇級試験、いわゆる上級試験一回戦でトオスと当たるも圧倒的な格の違いで敗北して死亡する。
名称不明の転生者（第19話登場）
リベドア帝国転生者の男。爆発性物質を作り出す特殊能力を持つ。軌道車両に罠を仕掛けてタイターニアを捕獲し、エスローとの戦闘は回避せよという皇帝の命令を軽んじて待ち伏せる。エスローのEBTGと見せかけた小銃での狙撃により、自身が生成した爆弾の爆発を至近距離で受けて頭が吹き飛ぶ。
セチア
リベドア帝国転生者の男。空気弾を放つ特殊能力を持つ。AMB捜索拠点の一つを守る。真地底教会の再生者ジナタ、フィーサ、タスリ率いる人形病患者集団の襲撃を受けて交戦、空気弾でジナタを崖に叩きつけて粉砕を確信するが、フィーサの磁場生成に保護されていたジナタのエネルギー弾で頭を消し飛ばされる。
アル
リベドア帝国転生者の新人の男。聖遺物捜索旅団に配属され、セチアと共に拠点を守る。ジナタ達と交戦し、特殊能力を持たないためにジェイトから借り受けた超構造体製の刃でタスリの準超構造体製武器を切断するも、フィーサの掩護を受けたタスリに頭部を叩き割られ、ジナタのエネルギー弾に頭を消し飛ばされる。
ボー
リベドア帝国・中尉の転生者の男。捕虜にする規則の原住民を上空の船からレンズ砲で焼き殺して笑っていたところをケーシャの電磁攻撃で墜落する。ヘイグス探知妨害装置を使った奇襲を掛けてケーシャの頭部鎧を戦鎚で叩き割り、素体を狙って射出した抗エナ剤をタイターニアに跳ね返されて行動不能となり、ケーシャの棒で頭を貫かれる。
タシツマ
リベドア帝国・兵器局・准将の科学者の男。生まれつきDA（ダストアレルギー）体質のため、常に被っている防塵マスクのフィルターから意図せず「アヒー」という奇声が漏れて周囲を誤解させる。幼少期に帝都モースウルベで暮らしていたが、転生者の祖父が戦死して郊外の町へ移る。ジェイトのファンを表明するも当人からは嫌われている。
子供の頃に出会ったシヨバの死を切っ掛けに、成功率100％のコード開発と全ての人間への普及によって争いを無くすことを夢見る。
後年、人工コードによる転生者アジェイトを完成させるが、大型化のコスト面から処分が通達されて頭を抱えていたところ、ジェイトが引き受けを申し出て当然のように付いて行こうとし、あっさり拒否される。
アジェイト
タシツマが作り出したジェイトの巨大なクローン。帝国船の全高ほどある身長を無視してもジェイトより若干ふくよかで髪跳ねがあり、精神的な幼さから顔つきがあどけないなど双子の姉妹といった差異がある。意識操作でタシツマの指示に従うように刷り込まれているものの基本的に誰に対しても素直で従順。ジェイトの能力を複製した人工コードを全裸のまま使用して転生者になる。鎧化形態もジェイトと同一である。AMBを探すために能力を早速発動し、ヘイグス粒子を使い切って驚異的に広範囲な捜索を実現してジェイトに情報を転送、ケーシャ達の隠れ家を特定する。
費用に見合わないとして処分命令が下されたが、ジェイトが皇帝の許可を得て聖遺物捜索旅団の一員になる。生まれて日が浅くエナの扱いにも慣れていないため、鎧化解除後や緊張した時などによく裸を披露するが羞恥心はあまりない様子。
地底世界ではジェイトと同じ身長になっている。
名称不明の転生者（第30話登場）
リベドア帝国転生者の男。ケーシャに棒で頭を貫かれながら、心の中で「リベドア万歳！」と叫んで死亡する。
リナイ
リベドア帝国・聖遺物捜索旅団、上級転生者の緑髪ロングの男。物質転送の特殊能力を持つ。
能力を使うと素体に障害が蓄積される体質のために休養中で一線を退いていたが、AMBが隠された超構造体製の箱を地下150kmから地表へ転送する任務に駆り出される。久しぶりに再開したジェイトがいつになく人を心配する態度をリナイに示して地下への同行を無理強いする。転送を始めた直後に異変を覚えて謎の爆発が起きるも成功、全身のエナを使い果たしてジェイトに救護される。
その後、ジェイトの元で聖遺物捜索旅団の一員となり、AMB奪還任務の都合上、エスロー一行と関わった帝国転生者や兵士、民間人の転送による救助を主な役割とする。アジェイトからは呼び捨てにされ、無邪気な振る舞いに翻弄されながら兄のように慕われている。シャキサクを食べる姿が確認される。
シヨバ
タシツマが幼少期に移り住んだ採掘場の町で出会った少女。生徒から一目置かれており、苛められていたタシツマを二度助ける。コード適合者だったが、転生の失敗や戦闘に駆り出されることを密かに怖れていた。モースウルベで転生式を受けるも失敗、死亡する。
ゴイ
リベドア帝国・中将の転生者の女。小さな子供のような容姿をしており、ビコ他1名の女性転生者を従えている。カジワンが引き連れた全人形病患者のヘイグス粒子を吸収して放った巨大な火球を透明な防壁生成で弾き飛ばす。
名称不明の転生者（34話登場）
リベドア帝国転生者の女。ゴイ中将の配下としてビコと行動を共にする。ビコへの当たりが強い。
リボフラス
リベドア帝国上級転生者。指がドリルのように回転する特殊能力を持つ。捕らえたケーシャとワサブにモースウルベ艦橋で頭部破壊の公開処刑(同作者「バイオメガ」の場面のセルフオマージュと考えられる)を執行しようとした矢先、復活したエスローから通常エナ弾を頭部の装甲の隙間に撃たれ死亡する。
アルヘキノ
リベドア帝国上級転生者の女。円錐形の矢を生成して放つ特殊能力を持つ。ケーシャ一行を捕獲した後、復活したエスローと交戦。リボフラスが通常弾で倒されたことに逆上して放った超大型の矢がオオアの捕縛紐と衝突、視界を塞がれた艦橋に乗り込んできたエスローに頭を撃ち抜かれる。
オオア
リベドア帝国上級転生者。捕獲紐を投射する特殊能力を持つ。ケーシャ一行を捕獲紐で拘束して仲間と帰艦した後、復活したエスローと交戦。全力投射した捕縛紐をアルヘキノの矢に衝突させてしまい、激しく反応したエナに紛れて肉迫したエスローに頭を撃ち抜かれる。
名称不明の転生者（第35話登場）
リベドア帝国上級転生者。ケーシャ一行の捕獲と刑の執行に居合わせるが、能力を見せる間もなくエスローに頭を撃ち抜かれる。
ヌーキー
リベドア帝国・転生者処刑隊隊長・准将の上級転生者の男。鎧化形態は翼のある獣のような姿形をしており、貯め込んだエナで体長が中型船ほどもある。熱線を放出する特殊能力を持つ。ジェイトから屑と蔑まれている。
皇帝の勅命により、エスロー一行に配下の刺客を仕向ける。返り討ちに遭って死亡したズドルイとクドバの遺体を怒りに任せて踏みつけ、その後も配下を次々に失う。
ついに自らエスローと対戦し、広角の熱線攻撃でエスローの鎧を溶かして窮地に追い込むが、時間稼ぎの盾となったワサブ越しに放たれたAMBに撃ち抜かれて消失し、膨大なエナをエスローに奪われる。
ズドルイ
リベドア帝国・転生者処刑隊の転生者の男。準超構造体刀を武器に近接攻撃を行う。
リベドア帝国本国の町に潜入していたエスロー達をクドバと共に攻撃する。迅速かつ強力な突きでエスローの頭部鎧を剥ぎ取るが、共通波通信でエスローを嘲りながら刺突した刀をEBTGの銃口で受け止められて射出され、自らの刀に頭部を貫かれる。
クドバ
リベドア帝国・転生者処刑隊の転生者の女。鎧化形態では頭部と腕の鎧が透明なゲル状のエナになっており、腕のゲルを巨大アームのように操る特殊能力を持つ。
リベドア帝国本国の町に潜入していたエスロー達を一般人の被害を無視して襲撃する。ケーシャとワサブをゲルで掴んで拘束し、頭部を狙ったエスローのエナ弾を衝撃吸収して防ぐ。ズドルイを倒したエスローの連射に気を取られている隙にケーシャの放電棒で後ろから頭部を貫かれる。
テルニヒ
リベドア帝国兵士の若い男。ルトーメロで警備中に浮遊する巨大な人形と遭遇。全市に退避命令が出され、住民の救助に向かった間に連隊の船に置き去りにされる。火球弾を目視してへルルに道連れを詫びた数秒後、近郊を走る民間列車からエスローの狙撃によって上空で爆発、へルルを庇って大怪我を負い、救助された聖遺物捜索旅団にそのまま配属される。
へルル
リベドア帝国兵士の若い女。テルニヒと任務中に出現した巨大な人形を怖がる。退避する連隊の船にテルニヒを待つよう頼むも二人を残して離陸、間もなく操縦士が人形病を発症して墜落する。火球弾の飛来に覚悟を決めた直後、着弾前に爆発してテルニヒと吹き飛ばされる。聖遺物捜索旅団に無傷で保護され、しっかり撮影していた祝福の甲冑とジナタの画像をジェイトに提示する。
ナユタ
リベドア帝国・転生者処刑隊の転生者の少女。短距離瞬間移動の特殊能力を持ち、洋風の両刃剣と盾で近接攻撃を行う。人間形態では変態的な（上半身はバツ印のニプレス、下半身は短パン、上にコート (衣服)を羽織っている）格好をしている。クドウデンジの妹。
配下のバハサム、ニャンと共に人形病患者に擬態してエスロー一行を待ち伏せし、抗エナ剤で奇襲を仕掛けてエスローとの一騎打ちに臨む。瞬間移動で背後を取り、エスローの側頭部に大剣を打ち込んで窮地に追い込むも、油断の隙をケーシャに突かれ、ムグホシの殴打に圧倒されて戦意喪失、泣きながら遁走してトオスとリナイに救助される。最終局面にてエスロー率いる聖遺物捜索旅団との決戦に参加している描写がある。
名称と鎧デザインは同作者の漫画『ABARA』の登場人物である那由多がモチーフ。
バハサム
リベドア帝国・転生者処刑隊の転生者の男。クドウデンジに、妹であるナユタを処刑隊で活躍させるよう頼まれ快諾する。 鎧化した際は頭を覆うツボミ状の装甲が開くと消化液を分泌する平たい触手になっている。倒れたケーシャを消化しようとするもそれを阻むムグホシに頭を噛み切られ死亡。
ニャン
リベドア帝国・転生者処刑隊の転生者の男。大柄で、体表面から長い触手を伸ばし、飛行したワサブを捕獲して自身の体に串刺しにする。頭部は擬態で、真の頭部は股間の位置から伸びている。エスローを触手で捉えるも、その隙に真の頭部をケーシャに貫かれ死亡。
クドウデンジ
リベドア帝国・大将の転生者の男。瞬間移動の特殊能力を持ち、徒手による切断系の近接攻撃を行う。何かと問題のある妹ナユタに活躍の機会を与えるべく転生者処刑隊に預ける。
帝都周辺まで迫った真地底教会の大軍勢に応戦。空襲する祝福の甲冑の上に瞬間移動し、再生者達を一瞬で倒していく。カジワンから申し込まれた決闘では一対一の条件を反故にした真地底教会側に騙し討ちされ、程なくジェイトの元に戦死の一報が入る。
名称と鎧デザインは同作者の漫画『ABARA』の主人公である駆動電次がモチーフ。
ある村の姉弟（第45話登場）
エスロー一行がクレドアに向かう道中に立ち寄った無人の村でコンテナに隠れていたところを保護した幼い姉弟。巨大人形襲来時、偶々遅くまでマスクをして遊んでいた為に感染を逃れる。
叔母がいるというクレドアまで一緒に行くことにし、村で飼われていた馬2体に分乗して出立する。途中の夜営でワサブ（少女擬態）からクダワタリを逆さにして丸焼きにしただけの手料理を振る舞われ、ケーシャにイルフ・ニクの古い伝承を聴き、エスローから酸素の採取を習ってワサブに報告するなど、エスロー達と打ち解ける。
ノシヨ
リベドア帝国下級転生者の少年。真地底教会の攻撃で全滅したクレドア出身。犠牲になった家族の復讐をヤツマに誓う。
教会討伐に向かう観測艦が偶然発見したエスロー一行を下級転生者部隊40名の一人として攻撃。子供を連れて地下へ逃げたワサブを追ってヤツマと共に別行動した結果、エスロー達と対峙した転生者は全滅して二人だけ生き残る。
ヤツマ
リベドア帝国下級転生者の男。教会討伐に赴く艦内で起きた些細な言い争いからノシヨを引き離し、身の上話を聞くなどして信頼を深める。
エスロー一行との交戦でワサブを捕縛するなど成果を挙げるも部隊は全滅。帰艦後に乗り込んできたドコブにノシヨと艦長共々拘束され、折りたたみ式自動機械の餌にされる。
ドコブ
リベドア帝国・転生者処刑隊の上級転生者の男。思念を読み取り、自動機械を操る特殊能力を持つ。本来は鎧に消費するエネルギーを全て能力に回した無鎧・鎧化を常に維持し、衛人2体と折りたたみ式自動機械「トモダチ」を従えている。
教会討伐の観測艦に高速艇で乗り込み、副長（仮称）に煽られた艦長が本部に許可なくエスロー一味を攻撃して転生者38体を失った上に貴重な観測装置も破壊された失態を察知し、副長をトモダチの餌にして処刑、艦長以下転生者3名を拘束した後、ワサブを囮にエスロー達と交戦するが、ジェイトの援護を受けたエスローに側頭部を撃ち抜かれる。
名称不明の転生者（第50話登場）
リベドア帝国転生者。ヌーキーに従ってエスロー一行を奇襲。鳥のような鎧化形態で飛来し、リモート爆撃を行ってケーシャの頭部とワサブの左腕を吹き飛ばし、ケーシャとムグの殺害に成功するが、タイターニアの防御で逃れたエスローに撃ち落とされる。

### 真地底教会
カジワン27世
イルフ・ニクの第128代国王。真地底教会教主。ケーシャの兄。転化に失敗して体の半分を失っており、人形病も患っているために機械で補っている。良き兄、良き王として振る舞っていたが、心の中では「世界の終わりを防ぐ役割にふさわしいのは自分だ」と思っており、正規人形に成れたエスローやケーシャに嫉妬している。適合率の低いコードをタイターニアの力添えの下で使って正規人形になることを望んでいたが、カジワンの危険な真意を読み取ったタイターニアに拒否される。
トオスによって隠れ里が滅ぼされた後、ユーゾウと共にタイターニアの左腕を奪って恒差廟を目指し、その道中で癒着したタイターニアの左腕の修復機能で超人的な身体能力を得るも次第に体の機械化が腫瘍のように膨れ始める。
恒差廟から接続したウメをモースウルベへ落とそうと目論むが、ジェイトに回線を乗っ取られて逆に恒差廟へ落とされてしまう。人形病末期の遠感能力で察知したエスローとタイターニアの危機的状況をケーシャに告げて「行くな」と懇願するも見捨てられ、自我を失う窮地に陥った矢先、自身の瘤から生まれたタイターニアの複製の力によって所持していたコードを起動、転生者となり、火球を操る特殊能力でトオスを退ける。この直後から裏の性格が露わになり、「くそが」が口癖となる。
タイターニアの複製が人形病患者を再生者に変える光景を目の当たりにし、人形の軍勢でリベドア帝国を滅ぼして地表を平定すれば地底へ招かれるという答えを得て真地底教会を興す。帝国転生者の胞衣を奪いながら戦力を強化し、AMBを回収する為に遠征したモースウルベのスオウニチコへ戦いを挑むが、返り討ちに遭ってジナタら僅か数名で敗走する。
その後、荒れ果てた北合成スラブ地方で人形病患者や聖遺物を集める傍ら、能力の乏しい再生者を使って蛹を作っていたが、イヘマが着用する祝福の甲冑を得たことでルトーメロを皮切りに帝国全土への人形病汚染攻撃を開始。その最中、ケーシャの死を遠感で察知して罵りながら涙し、帝都への総攻撃を決起する。
カジワンより生まれた真地底教会の人形
タイターニアの左腕の修復機能によってカジワンの体に生成した機械の瘤から生まれた女性型自動機械、タイターニアの複製。カジワンのようなコード適合率が低い人間でも正規人形に転換し、人形病患者を再生者にする能力を持つ。背中に2対の透明な羽があり、左右の股関節から2本ずつ生えた4脚は正面をM字開脚し、背面が垂直に伸びている。常に地面から浮遊している。この個体の指を再生者に埋め込んで蛹が作られる。
生まれた直後に唇を開閉して転化中のカジワンに驚くような表情を見せた以降は常にぼんやりとして意思疎通も全くなかったが、カジワンの死に際に管理AI・タイターニアの意識で地底世界の実在を明かしながら人格データの永久削除を言い渡す。
ジナタ
真地底教会の再生者で赤色の髪の女。額に真地底教会のマークがある。カジワンの趣向により、容姿をケーシャに似せられている。右腕から射出するエネルギー弾が武器。人形病患者の集合からヘイグス粒子を吸い取って威力を増幅できる。カジワンの非道な行いに反感を持ち、仲間への情が厚い。
タスリ
真地底教会の再生者でピンク色の髪の女。左胸に真地底教会のマークがある。ジナタを「ジナタ姉（ねえ）」と呼ぶ。左右の手に持った準超構造体製の鈍器による近接攻撃を行う。
フィーサ
真地底教会の再生者で紫色の髪の女。腹部に真地底教会のマークがある。特殊な磁場生成で質量を操作する能力を持つ。人形病患者の集合からヘイグス粒子を吸い取って力を増幅できる。
イヘマ
真地底教会の信徒で再生者の女。遺跡層深部をジナタ達と共に探索していた際に祝福の甲冑を発見するが持ち帰れず、能力の発現もないことからカジワンに蛹を作る依り代に指名され、もがれた右腕の断面にタイターニアの複製の右手の小指を植え付けられて吊るされてしまう。その結果、体の大半を失いながら辛うじて生きていたところをジナタが祝福の甲冑に同化させることで復活する。

### その他、地表の人々
ゼゾ
白菱の梁の一族を300年に渡り守ってきた正規人形の男。少年のような容姿。白菱の梁で生きる者達の親代わりと言える存在。
城をリベドア帝国に襲撃された際、エスローにAMBとコード、タイターニアを預けて鎧化し一人抗戦するも、対正規人形弾に倒れて胸部より上を残した状態で拷問される。脳に深刻な損傷を受けたまま放置されていたが、襲撃から90日を経て戻ったエスローによって介錯される。
左右の手から衝撃波のようなものを放つ特殊能力を持つ。鎧化形態の色は紫。ゼゾがコードに適合するまで47人の犠牲を出したという。
地表世界ではエオと同じくらいの身長だったが地底世界ではそれよりもだいぶ低くなっている。
エオ
白菱の梁の黒髪の少年。エスローの教え子として食料採取に同行した帰り際、リベドア帝国兵に追われるタイターニアを発見して助けに入るも帝国兵に撃たれ、エスローに救われる。
タイターニアのコードで正規人形になって帝国と戦うと言い出すが、無鉄砲をシオ達に咎められ、ゼゾにも窘められる。帝国の襲撃による戦闘で敵に突進し、レンズ砲で頭を消し飛ばされる。
ビコ
白菱の梁の長い金髪の少女。エスローの教え子として食料採取に同行した際にタイターニアと遭遇する。リベドア帝国兵に撃たれたエオを助けに飛び出し、エスローに帝国兵銃撃を決断させる。その晩、風呂場で脱衣中の姿をエスローに見られて一人紅潮する。
帝国の襲撃時、ゼゾにAMBの所在を吐かせるために捕獲拷問され、イーユの基地で洗脳されて帝国の転生者になる。北合成スラブ地方第三捕虜収容所にてイーユと共にエスローを待ち構え、エスローの呼びかけも虚しく自ら戦闘を申し出て鉈に似た形の武器を振ってエスローの右下肢を建物ごと切断する。ビコを傷付けたくないエスローが意を決して放った胞衣弾を胸に受けて行動不能に陥り、帝国船に回収されて逃亡する。
その後、ゴイ中将の配下となった様子が確認され、時を置き、エスローと取引をした聖遺物捜索旅団を処罰する転生者部隊に駆り出されてジェイトの船を一刀両断し、再度エスローと対峙する。
地底世界では白菱のメンバーたちの中におり、洗脳が解けているようである。
シオ
白菱の梁の褐色肌の少年。エオ、ビコと共にタイターニアを目撃する。リベドア帝国との争いのきっかけを作りながら燥いでいたエオに怒りを向ける。同室のエスローに気遣いの言葉を掛けて就寝後、帝国船の城への砲撃によって瓦礫に潰される。
デイナ
白菱の梁の黒髪ボブの女性。自分を責めるエスローに皆を守ったと言って励ます。リベドア帝国の襲撃時に仲間と抜け道へ向かっていたが、首を落とされた姿をエスローに発見される。
オータ
イルフ・ニクの青年。ケーシャの入浴を覗いたと誤解されたエスローに親しみを持ち、狩りに誘う。トオスによる隠れ里への襲撃後も生き残った。ウメ衝突時もタイターニアが教えた避難場所へ仲間達と辿り着き、他の民族と共に難を逃れる。
その後、地底世界にてケーシャと再開する。
ユーゾウ
イルフ・ニクの青年。カジワンの従者として共にタイターニアの左腕を奪って恒差廟に向かう。途中の絶壁で酸素不足となり、意識が朦朧として転落死する。
ブガ
エスロー達がカジワンを追う最中に助けた少年。帝国に攫われた町の人々を運ぶプロトラクターを一人追っていて落馬し、クダワタリに襲われて左腕を失う。エスローから貰った弾丸でプロトラクターを見事撃ち倒し、人々を町へ連れ帰る。
ンクートホカ、ヌユエボホカ
ある村で何者かに止められた湯管のバルブを緩めに来た青年二人。マヒヌテに首を折られて吊るされる。
ハニツホカ
ンクートホカとヌユエボホカが暮らしていた村の老齢の男。村の守り神マヒヌテが村人を殺すことに堪え兼ねて話をつけに行く。マヒヌテにどこか遠くへ行くよう頼むも聞き入れて貰えず、準超構造体製の槍でマヒヌテの頭を刺突するが、殺害に失敗して襲われそうになったところを通り掛かったエスローに救われる。
マヒヌテ
ハニツホカ達の村の守り神で「マヒヌテ様」と呼ばれている。昔から何かの拍子に怒ることもあったが、近頃はすっかり異常をきたして殺される村人が増えた。湯管のバルブを閉めたのもマヒヌテの仕業。話し合いに来たハニツホカをその祖父タシクホカと間違える。どこかへ立ち去るように頼まれて拒んだ事から準超構造体製の槍で頭を突かれるも脳には至らず、唐突に鎧化したところを通り掛かったエスローに撃たれて死亡し、胞衣を回収される。元はハニツホカの先祖で転化に失敗した不完全な正規人形。人間形態は全裸で髪が長く、乳房のようなものが見られる。

## 用語

### 地名・施設
アポシムズ（APOSIMZ）
物語の舞台である人工天体。直径12万Km、形状不明。それ自体が人類を永遠に存続させる為の巨大な装置。地表、遺跡層、中央制御層からなり、地表と遺跡層は極寒で大気が薄く、人間は耐寒装備と酸素ボンベ付きマスク無しでは出歩けない。生活空間では、今なお機能し続けている古代都市基盤の配管群や遺跡装置の排熱が命綱である。無数の危険な野生自動機械が徘徊しているが、食用や生活物資になるものも多い。少なくとも建造から5000年以上は経つ。
同作者の漫画『シドニアの騎士』に同名の宇宙船が登場するが、関連性は不明。
中央制御層（ちゅうおうせいぎょそう）
遺跡層最下にある超構造体殻に覆われた地底空間であり、天体の大半を占める。アポシムズの維持を司るシステムが存在し、人口が厳格に管理されている。イルフ・ニクなど地表の人々に語り継がれる「地底世界」とは、AI・タイターニア曰く「人工現実空間」とのこと。
歴史的に地表から繰り返し戦争を仕掛けられており、リベドア帝国もその思想に倣って敵対視している。
人工現実空間
アポシムズの管理AI・タイターニアが実行する仮想現実空間。アポシムズ全体の利益に成り得る未来予知能力のコードを確認して以降、地表に存在した人々の個体情報を常時符号化して暫定的に保存する。タイターニアの裁量でムグやアジェイトのような自我を持った兵器も対象となる一方、カジワンのように禍根となる者は抹消される。
地球の自然や伝統建築など田園地方を模した、地表の人々にとって未知の環境が再現されており、生前の延長線上で暮らせる。姿形はアジェイトが人間大になっていたりと本人の範囲内で融通が利くようである。またタイターニア自身も人形時の特徴を引き継いだ人間の少女姿で出現する。この仮想空間に存在する全ては、コードへの流用元となった技術によって現実空間に実体化可能という。
北合成スラブ地方（きたごうせいスラブちほう）
リベドア帝国においてイーユが管轄していた北方の地域。エスロー達はまず最初にこの地方を拠点として帝国の転生者を狩っていた。
恒差廟（ごうさびょう）
ウメと交信するための施設。イルフ・ニクでは「クォーキ・リカーヒ」として歴代王にのみ、その場所が伝承される。リベドア帝国が過去に派兵して侵入を試み、衛人に駆除された形跡が残る。
同作者の漫画『ABARA』にも同名同形の建造物が登場する。
ウメ
北合成スラブ地方、最後の天候調整装置。カジワンの謀略が原因で地表に落下し、一帯の極寒化を招く。
人工月
地表上空に浮かぶ、月を模した構造物。5千年前の戦争で故障して以降、赤く光り続ける。

### 国・組織
白菱の梁（しろびしのはり）
エスローの故郷の城。準超構造体の梁に付帯した施設を改修し、少なくとも300年以上の歴史がある。イーユ率いるリベドア帝国部隊の襲撃によって滅ぼされる。
リベドア帝国
皇帝スオウニチコが支配する大国。全人口10億人。アポシムズの貧しい資源を独占するために近隣諸国に激しく侵攻して支配下に置き、抵抗すれば虐殺も厭わない残虐な国とされる。
モースウルベ
リベドア皇帝スオウニチコが艦橋に鎮座する移動要塞かつ帝国首都。通常は大穴上空に停泊している。
リベドア帝国・中央都市
帝国民の大半が暮らす大都市。地底への出入り口とされる深さ1万キロの四角い大穴を中心に街が広がっている。
ルトーメロ
リベドア帝国最北端の都市。真地底教会の人形病汚染攻撃を受けて30分以内に30Km圏外退避の防疫作戦手順レベル5が発令、火球弾によって全市焼滅が図られる。
聖遺物捜索旅団
リベドア帝国の組織。その名の通り、特に貴重な聖遺物の捜索が任務。転生者では、ジェイト、リナイ、トオス、アジェイト、アルの所属が確認されている。皇帝の勅命を受けてAMB回収のためにエスロー一行を追跡する。
転生者処刑隊
リベドア帝国の組織。独断で刑を執行できる法曹の権限を持った対正規人形戦の熟練者で構成されている。隊長はヌーキー准将。皇帝の勅命を受けてエスロー一行の命を狙う。
イルフ・ニク
歴代カジワン王が治める地底信仰国。ケーシャの故郷。古代機械工学が受け継がれている。リベドア帝国の侵攻によって国を滅ぼされ、地下200kmの遺跡層深部に隠れ里を作って暮らしていたが、トオスの襲撃によって再び国民の殆どを失う。
真地底教会（しんちていきょうかい）
転生者となったカジワンが創設した地底信仰過激集団。カジワンの使用したコードの固有マークを教団シンボルとしている。
人形の国（にんぎょうのくに）
アポシムズは人形だけが生きられる国とする真地底教会の教義。

### 人形
人形病（にんぎょうびょう）
人間の肉体が徐々に機械へと置き換わって人形化して行く病気。コードの開発過程で生じた副産物。進行すると自我を失い、最終的には汚染物質を放出するが、個人差もあって完全に人形化しないまま一生を終える場合もある。人形病患者は迫害の対象にされることが多く、町によっては隔離所に閉じ込めたり奴隷化したりする。
コード
人間を正規人形へ作り変えることができる小さな円筒状の装置。古代の地表人により、物体の符号化情報を現実空間に実体化する地底の技術を流用して作られる。コードによって人間が正規人形になることを転換、転化、転生などと言う。その際に発生する、天に登る光の柱は「転換の光」と呼ばれる。コード適合者が産まれる確率は低く、1万人に1人と言われている。正規人形が持つ特殊能力はコードの種類によって決まっており、使用したコードに刻印されたマークと同じものが鎧化形態の額に象られる。
タイターニアは使用後のコードを失くさないようケーシャに語っていたが、その理由は不明。
正規人形（せいきにんぎょう）
コードとの適合率が高い人間が使用することで生成される存在。正規人形になった者は主に帝国で転生者と呼ばれる。素体（骨格）に胞衣を纏った身体構造をしており、普段は人間の姿形にしているが、酸素マスクや耐寒装備が不要になる為、偽装しなければ異様は一目瞭然である。鎧化（がいか）して胞衣を装甲状態に作り変えることで個体毎の特殊能力を発揮する。腕だけなど部分的な鎧化で駆使する上級者がいる一方で何も持たない者も多く、これは使用コードのレベルに依存する。
ヘイグス粒子の残存量が尽きると胞衣が無くなり、素体（骨格）が剥き出しになる。また、脳に重大な損傷を受けると素体の再生不能に陥って死亡する。
他の正規人形から胞衣（ヘイグス粒子）を奪って吸収することで胞衣容量を拡張し、自身を強化できる。ただ、個体差もあってケーシャなどは容量値3177, ワサブの20倍で早くも上限に達したという。尚、エナ容量が数値で示されたのはこの時限りである。
胞衣（エナ）
正規人形がヘイグス粒子によって生み出し、イメージ次第で何にでも変化する万能物質。正規人形が素体（骨格）に纏わせる人間当時の姿や鎧化形態は胞衣に設定済みなので無意識に形成されるが、それ以外の衣服・装備品など新規形状の作成や変装をするには多少の練度が要る。ヘイグス粒子の受け渡しにも使われる。
EBTG
タイターニアがAMBとセットで所持していたコードの特殊能力。意味は「女の子以外何でも」 （英語: Everything But The Girl）。正式名称は自在型弾体加速装置。
AMB以外にもエナ弾、既存の弾丸、空気や水から刀剣まで、その場で手に入る様々な物を任意に射出できる。
なお、同名のバンドが存在する。
再生者（さいせいしゃ）
人形病患者がタイターニアの複製の能力によって知性を再生された存在。外装も健康な若者のように整う。個体によって武装や特殊能力が発現し、正規人形に匹敵する戦闘力を持つ。

### 遺物・技術
超構造体（ちょうこうぞうたい）
地表の科学力では生み出せない希少な遺物であり、アポシムズにおいてAMB以外では破壊できない超高硬度で軽量な物質。加工できないため、取り外せるものをそのまま利用している。
超構造体製のネジは通貨としても使われる。
準超構造体（じゅんちょうこうぞうたい）
超構造体の次に硬いが重い物質。超構造体製の物によって破壊され得る。
AMB（Anti Megastructure Bullet - アンチ・メガストラクチャー・バレット）
「対超構造体弾」。EBTGでの射出によって超構造体を破壊できる唯一の弾丸、聖遺物。性質上、収束された時空間に穴を穿つため、使用には予測された未来の書き換えが伴う。
エスローが保有するAMBはタイターニアがリベドア帝国から奪ったものであり、当初は弾薬ケースに7発満装填されていた。皇帝スオウニチコにとって中央制御層へ侵入するための必須アイテムである。
軌道車両（きどうしゃりょう）
主に地下浅部に敷設された軌道を箱型の連結車両が高速移動し、人や物資を運搬する設備。タイターニアのように中央の権限がないと操作できず、一般的には遠くに運ばれて二度と戻れなくなる遺物と恐れられている。
なお、ルトーメロ近郊の地表を走っていた民間列車の「起動車両」は別物である。
ヘイグス粒子
正規人形を始め、あらゆる機械生物・装置の動力源となっている素粒子。正規人形ではエナからの吸収が最も効率的であり、体内貯蔵で人間的な食事や睡眠は不要になる。
浮遊物質（ふゆうぶっしつ）
地底内の何かに反応して浮かぶ物質で遺物。主に艦艇などで利用される。
トロム
アポシムズで最も比重の大きい合金。弾丸にも使われる。
分子ガムテ（ぶんしガムテ）
医療用品。貼付した箇所の傷の治りを早める。
人工コード
タシツマが率先し、リベドア帝国の最先端技術で開発したコードの複製。各正規人形のエナに固有の符号を変換―転写したもの。
現時点で物質転送や未来予知といった高度で複雑な能力は変換率が低く、転化に成功しない。また、本物にあるエナ折り畳み技術も再現できないため、帝国船の全長ほどの大きさになり、転化対象のクローンも巨大化させる必要が生じる。ただ、その副産物として大量のエナを生成する利点もある。使用後には崩壊する。
偽自動機械（にせじどうきかい）
リベドア帝国が監視目的で作った野生自動機械の偽物。本物には偽自動機械を見分けられるようで地下深部に辿り着く前に食われる。
祝福の甲冑
巨大な人型兵器。タイターニアや再生者に似た球体関節人形の姿形を持つ。機能は着用者の生命維持と自在飛行、武装は不明。
北合成スラブ地方遺跡層深部の隔離施設でジナタ達によって発見された聖遺物で、かつて複数体存在したうちの一つ。着用者と同化して死ぬまで脱ぐことができないと記された銘板と起動時の顔面に東亜重工のロゴが見られる。

### 自動機械
アポシムズに存在する、機械の器官で形成された生物。それぞれが古代都市の設備を保守する何らかの役割を持っており、重要施設が置かれる地下深部の遺跡層には衛人や人面種など複雑怪奇な個体が増える。
タイターニアのような自我を持った精巧な人型であっても、元人間の正規人形や再生者とは区別される。
タイターニア

タイターニアの複製

蛹（さなぎ）
タイターニアのさらなる複製を作成する過程。言葉通り羽虫の蛹のような形状。タイターニアの複製人形の指を再生者に植え付けて依り代とすることで蛹を生成し、やがて二次複製が誕生する。カジワン曰く6体以上は複製できなかったとのこと。
ムグホシ
過去の戦争で使われた対正規人形兵器の一種。タイターニアと同様の折りたたみ式の自動機械であり、通常の小さなマスコット風の姿から戦闘時には猛獣のような形態に巨大化して近接格闘を行う。圧倒的な攻撃力で急所もないとされる反面、ヘイグス粒子の消費が激しく活動時間が極端に短い。
衛人（もりと）
中央制御層管理の重要施設・機器を警護する人型武装機械。単純な巡回警備からヘイグス粒子砲を装備して不正使用を取り締まる高機能なものまで幾つかの型が存在する。
パイプの実
果実のような種で人間の常食になっている。エスローが重傷に陥った際、タイターニアが消化しやすいように液状処理（ケーシャに尿と称される）して与える。
サビ喰い
起毛敷物のような形状で配管に張り付く。
顔面はりつき喰い
巨大ワームのような姿形。これを焼いた物がエスローの好物。
闘技会の自動機械
エイル・エイムが使役する人面の蟷螂といった姿形の個体。遺跡層深部で捕獲され、引上げに30人の兵士を犠牲にしたという。伸縮する前脚で人形病患者を捕食するが、鎧化したエスローに手刀で首を落とされる。
オオヘラハギ
地下100Km付近に生息する、手足のある甲殻ワームといった種。非常に攻撃的だが、内臓の殆どが人の暮らしに役立つ良質な素材となる。
クダツナギ
上位種のオオヘラハギを呼べる。
溜まり湯の主
イルフ・ニクの隠れ里近くの溜まり湯に棲息。エスローによって小銃で退治される。
ブガが乗っていた自動機械
一般的な馬のように使われ、大まかな外観も似た個体。ブガが落ちても近くに留まるなど手懐けられている。
地ならし
アポシムズ最大・最上位種。ウメ衝突で損壊した地表を修復するために集まる。1/10ほどの小地ならしもいる。
プロトラクター
地表上空に生息。体内の浮遊物資を狙った乱獲によって数を減らしているため、リベドア帝国では種苗放流している。
オオクダツナギ
骨格の死骸のみ登場。かなり巨大。
クダワタリ
蟹に似た繁殖種。食用になる。
遺跡層最深部の自動機械
カジワンが超構造体殻へ向かった際に遭遇した、人間の倍ほどある球状の個体。
フクロムシ
リベドア帝国が造った偽自動機械。
霜鉋（しもかんな）
蚤のような姿形の巨大な種。リベドア帝国内で放牧されている。
コフ
アポシムズでの野鳥といったような種。
帝国の村で飼われていた自動機械
一般的な馬と同様に利用される恐鳥のような外観の種。パイプの実を食べる。

## 読み切り版
月刊少年シリウスでの連載に先駆けて2016年5月9日発売のヤングマガジン23号に掲載された同タイトルの読み切り作品。連載版とはタイトルロゴのデザインや「APOSIMZ」の副題が無い、タイターニアの動力源が電気などの違いがある。時系列は連載版の約1000年前に当たる。

### 登場人物（読み切り版）
スオウニチコ
見習配管工だった少年。害虫駆除装置に捕獲されていたタイターニアを助ける。初期の人形病を患っており、完全に人形化した姉は国に接収、脳を弄られて奴隷にされたという。
人形病患者は立ち入れない町の入口までタイターニアを案内して友達になる約束をし、帰る振りをして密かに侵入する。タイターニアを踏み突ける工主を止めようと飛び出して左耳にある人形病の烙印を問われ、工主に胸を撃たれて瀕死の重傷を負うが、人形の姿になったタイターニアに抱えられて地底世界へと連れて行かれる。
タイターニア
人語を話す自動機械。害虫駆除装置に捕獲されていたところを通りすがりのスオウニチコに助けを求めて救われる。大型装置の改造を阻止しに来たと言う。スオウニチコの案内で町に辿り着き、工主の脳を操作して計画を中止させようとするが、電力が尽きて吐き出されてしまう。助けに入ったスオウニチコを撃たれた怒りから帯状の武器を射出して工主の頭部を切断し、自らに課したルールを破って少女人形の形態へと姿を変えて襲い掛かる兵達を瞬殺する。そしてスオウニチコを抱えて地底に降りて行く。
工主（こうしゅ）
タイターニアに脳を操作されて資源増産計画の中止に動くが、タイターニアを吐き出して正気に戻る。説得を試みたタイターニアの言葉に怒って踏みつけ、唐突に現れたスオウニチコの耳に烙印を見て共犯者と決めつけて銃撃、作業を再開させるも配管が暴発する。スオウニチコを撃たれて激怒したタイターニアの放った鞭のような武器で頭を切り落とされる。

### 用語（読み切り版）
スオウニチコの住む国
地下遺跡内の大型装置の排熱を利用して栄えていたが、欲を出した工主が装置に手を加えたことで安全機構が働いて緊急停止し、熱源が失われて一夜にして滅びる。
人形の国
スオウニチコが姉から聞いた言葉で地底世界（中央制御層）にあるという。

## 書誌情報

### 単行本
- 弐瓶勉 『人形の国』 講談社〈シリウスKC〉 全9巻
  1. 2017年5月9日発行 ISBN 978-4-06-390706-3
  2. 2018年2月9日発行 ISBN 978-4-06-510937-3
    - 『1/1スケール「コード」レプリカ付き 限定版』 同日発行 ISBN 978-4-06-510975-5

  3. 2018年9月7日発行 ISBN 978-4-06-512743-8
    - 『1/1スケール タイターニア自動機械形態 組み立てキット付き 限定版』同日発行 ISBN 978-4-06-513528-0

  4. 2019年4月9日発行 ISBN 978-4-06-515256-0
  5. 2019年11月8日発行 ISBN 978-4-06-517554-5
  6. 2020年5月8日発行 ISBN 978-4-06-519616-8
  7. 2020年11月9日発行 ISBN 978-4-06-518237-6『ミニ画集付特装版』同日発行 ISBN 978-4-06-521180-9
  8. 2021年4月30日発行 ISBN 978-4-06-523002-2
    - 『ミニ画集付特装版』同日発行 ISBN 978-4-06-523951-3

  9. 2021年12月9日発行 ISBN 978-4-06-526219-1
    - 『小冊子付特装版』同日発行 ISBN 978-4-06-526220-7

### フルカラー版
- 弐瓶勉 『フルカラー版 人形の国』 講談社〈KCデラックス〉 既刊5巻（2022年8月8日現在）
  1. 2019年11月8日発行 ISBN 978-4-06-518237-6
  2. 2020年11月9日発行 ISBN 978-4-06-521160-1
  3. 2022年3月9日発行 ISBN 978-4-06-526735-6
  4. 2022年8月8日発行 ISBN 978-4-06-528676-0
  5. 2022年8月8日発行 ISBN 978-4-06-528677-7

### 読み切り版を収録した書籍
大森望・日下三蔵編著 『行き先は特異点 (年刊日本SF傑作選)』 東京創元社〈創元SF文庫〉2017年7月28日発行 ISBN 978-4-488-73410-7